# Bianca Santos
Bianca A. Santos (* 26. července 1990, Santa Monica, Kalifornie, Spojené státy americké) je americká herečka. Nejvíce se proslavila rolí Lexi Rivery v seriálu stanice Freeform The Fosters, rolí Lucy v seriálu stanice MTV Happyland a rolí Casey Cordero ve filmu The Duff.

## Životopis
Bianca se narodila v Santa Monice v Kalifornii. Má kubánské a brazilské předky. Mluví plynně španělsky a portugalsky.

## Kariéra
V dubnu roku 2013 bylo oznámeno, že se připojí k obsazení seriálu stanice Freeform The Fosters jako Lexi Rivera. 11. prosince 2013 bylo potvrzeno, že získala roli v hororovém filmu Ouija. V roce 2014 získala hlavní roli v seriálu stanice MTV Happyland, který měl premiéru 30. září 2014. Také se objevila ve filmech Priceless (2016), SPF-18 (2017) a Avenge the Crows (2017). V roce 2019 se připojila k obsazení seriálu Odkaz ve vedlejší roli.

## Filmografie

### Film
| Rok  | Název                    | Role           | Poznámky                                                                                  |
| ---- | ------------------------ | -------------- | ----------------------------------------------------------------------------------------- |
| 2013 | Bitter Strippers         | Nellie         | krátkometrážní film                                                                       |
| 2014 | Ouija                    | Isabelle       |                                                                                           |
| 2015 | The Duff                 | Casey Cordero  | nominace – Imagen Award v kategorii nejlepší ženský herecký výkon ve vedlejší roli (film) |
| 2015 | Wild for the Night       | Olivia         |                                                                                           |
| 2016 | Little Dead Rotting Hood | Samantha       |                                                                                           |
| 2016 | Priceless                | Antonia        |                                                                                           |
| 2016 | Beauty of Dirt           | Angel          | krátkometrážní film                                                                       |
| 2016 | The Golden Year          | Amber          | krátkometrážní film                                                                       |
| 2016 | En Passant               | Kandice        | krátkometrážní film                                                                       |
| 2017 | SPF-18                   | Camila Barnes  |                                                                                           |
| 2017 | The Suitcase             | Kelly Baralles | krátkometrážní film                                                                       |
| 2017 | Avenge the Crows         | Inez           |                                                                                           |
| 2017 | The Best People          | Bianca         |                                                                                           |
| 2018 | Alcoholocaust            | Lily           | krátkometrážní film                                                                       |
| 2019 | Don't Say No             | Christie       |                                                                                           |

### Televize
| Rok       | Název               | Role        | Poznámky                |
| --------- | ------------------- | ----------- | ----------------------- |
| 2013–2016 | The Fosters         | Lexi Rivera | vedlejší role, 11 dílů  |
| 2013      | Happyland           | Lucy Valez  | hlavní role, 8 dílů     |
| 2013      | Channing            | Cindy       | TV film                 |
| 2013      | Brodowski & Company | Anna        | TV film                 |
| 2015      | Dream Americano     | Ermenegilda | TV film                 |
| 2016–2018 | Keeping It 100      | Bobbi       | 4 díly                  |
| 2017      | Happily Never After | Victoria    | TV film                 |
| 2019      | Cloak & Dagger      | Del         | díl: „Vikingtown Sound“ |
| 2019      | Odkaz               |             | vedlejší role (2. řada  |